# 夢幻之星 新宇宙 阿克蓋爾特的幻影
「夢幻之星 新宇宙 阿克蓋爾特的幻影」是世嘉公司於2007年9月27日發表與「夢幻之星 新宇宙 伊爾米那斯的野心」的關聯計劃，是於8月31日在官方網站公開的網絡漫畫。

## 概要
在漫畫中加入聲音及人物動作，是以接近動畫感覺的動態漫畫，而且角色的台詞亦使用遊戲內使用的「聊天視窗」。漫畫的繪畫由插畫家新間大悟負責。
時間軸的順序是：
 「夢幻之星 新宇宙（EP1）」>「阿克蓋爾特的幻影（Chapter1-5）」>「伊爾米那斯的野心（EP2）& 阿克蓋爾特的幻影（Chapter6）」
漫畫故事是描繪「成為英雄的伊森·韋柏，為什麼會因暗殺總裁不遂而被追捕」的遊戲空白部分。

## 故事
從HIVE殲滅作戰的一個月，古拉爾太陽系回復和平，但第一行星帕爾姆屢次發生炸彈恐怖活動。守護者聯盟應帕爾姆警方邀請合作，派出伊森・韋柏及雷歐吉紐・撤多薩・貝拉霍特進行搜查。
在搜查中，恐怖活動的犯人留下「不久古拉爾的文明即將崩潰！」這句意義深詳的說話，並自行爆炸生亡。在背後策劃恐怖活動的神秘組織「伊爾米那斯」的影子，他們的目的是什麼？而「阿克蓋爾特」又是什麼意思？

## 各話標題
Chapter1 「惡意的鼓動」
Chapter2 「謎的傳言」
Chapter3 「死之稱號」
Chapter4 「暗殺總裁」
Chapter5 「逃亡」
Chapter6 「前往破滅的序章」

## 登場人物
- 伊森・韋柏
- 卡爾・菲特利比・候薩
- 魯特魯夫・蘭茲
- 馬克達・美利安
- 女幹部（名稱不明）

及前作登場人物。

## 外部連結
- （日語）夢幻之星 新宇宙 伊爾米那斯的野心 日本官方網站 （页面存档备份，存于）